# 劉汝桂
劉汝桂（1538年—？），字攀甫，號月亭，山東東昌府高唐州人，民籍，明朝政治人物、進士出身。

## 生平
嘉靖四十三年（1564年）甲子科山東鄉試第二十五名舉人，萬曆二年（1574年）中式甲戌科會試第二百十六名，三甲第一百六十五名進士。官束鹿县知县。

## 家族
曾祖劉剛；祖父劉春；父劉應奎，曾任歲貢生。母田氏；繼母李氏；繼母李氏。嚴侍下。